# AEW Worlds End
AEW Worlds End é um wrestling profissional pay-per-view (PPV) evento produzido por All Elite Wrestling (AEW). Fundado em 2023, é realizado anualmente no final de dezembro, no fim de semana anterior ou posterior à Véspera de Ano Novo. O evento também hospeda as finais do torneio anual Continental Classic (C2); o C2 inaugural coincidiu com o Worlds End inaugural.

## História
Em 25 de outubro de 2023, foi relatado que a promoção de wrestling profissional All Elite Wrestling (AEW) americana havia entrado com um pedido de marca registrada do nome "Worlds End". Mais tarde naquela mesma noite em Dynamite, a AEW anunciou que realizaria um pay-per-view (PPV) evento intitulado Worlds End no sábado, 30 de dezembro de 2023, no Nassau Veterans Memorial Coliseum em Uniondale, Nova Iorque em Long Island, marcando o primeiro PPV da empresa a ser realizado no estado de Nova Iorque. O evento sediou as finais do torneio inaugural do Continental Classic. Em 11 de abril de 2024, a AEW anunciou que o segundo Worlds End O evento Worlds End aconteceria em 28 de dezembro de 2024, na Addition Financial Arena perto de Orlando, Flórida, estabelecendo assim o Worlds End como um PPV anual e anfitrião do Continental Classic anual.

## Continental Classic
O Continental Classic (C2) é um torneio anual que começa após o evento PPV Full Gear da AEW em meados de novembro e termina no Worlds End no final de dezembro. O torneio acontece no formato round-robin, com dois blocos de seis lutadores - intitulados Ligas Azul e Ouro - lutando entre si nos programas de televisão da AEW, Dynamite, Rampage e Collision. O prêmio do torneio é o AEW Continental Championship. O atual Campeão Continental se qualifica automaticamente para o torneio, com os outros 11 participantes anunciados pouco antes do início do torneio. As lutas são realizadas sob as "Regras Continentais": cada luta tem um limite de tempo de 20 minutos, nenhum outro lutador é permitido ao lado do ringue e interferências externas são estritamente proibidas sob ameaça de penalidades.

## Eventos
| 1                                                  | Worlds End (2023) | 30 de dezembro de 2023 | Uniondale, Nova Iorque    | Nassau Veterans Memorial Coliseum | MJF (c) vs. Samoa Joe pelo Campeonato Mundial da AEW                                                   | Eddie Kingston      | [ 7 ] |
| 2                                                  | Worlds End (2024) | 28 de dezembro de 2024 | Orlando, Flórida          | Addition Financial Arena          | Jon Moxley (c) vs. Orange Cassidy vs. "Hangman" Adam Page vs. Jay White pelo Campeonato Mundial da AEW | Kazuchika Okada (c) | [ 3 ] |
| 3                                                  | Worlds End (2025) | 27 de dezembro de 2025 | Hoffman Estates, Illinois | Now Arena                         | TBD | TBD                 | [ 8 ] |
| (c) – refere-se ao(s) campeão(es) indo para a luta |                   |                        |                           |                                   | |                     |       |